# Премет, Александр Яковлевич
Александр Яковлевич Премет (1902 — 1974/1977) — председатель колхоза имени Мичурина Харьюского района Эстонской ССР. Дважды награждён высшей государственной наградой: орденом Красного Знамени (1924), Герой Социалистического Труда (01.10.1965).
Родился 1 (14) октября 1902 года в г. Гатчина. Эстонец.
Сдал экстерном экзамены за высшее начальное училище. С 1918 подручный токаря.
В 1919—1926 служил в РККА (Средняя Азия, кавалерийские части). С 1919 член РКП(б). Политрук эскадрона 66-го кавполка: награждён Орденом Красного Знамени (РСФСР), Приказ РВСР № 335: 1924 г.
Февраль - июль 1927 первый секретарь Гармского оргпартбюро. В 1927—1930 первый зам. наркома и нарком земледелия Таджикской ССР. В марте 1933 г. освобождён от должности по болезни.
Окончил Академию социалистического земледелия (1933) (по другим данным, не доучился и диплом получил позже).
- 1933—1935 начальник политотдела Мангушской МТС (Донбасс)
- 1935—1938 проректор Донецкого комвуза
- 1938—1941 управляющий трестом совхозов.

Участник Великой Отечественной войны (согласно сайту Подвиг народа, был прелставлен к медали «За оборону Сталинграда»).
В 1945-1955 на руководящей работе в Эстонской ССР (парторг ЦК КПЭ в Тартуском университете, с 1948 заместитель министра сельского хозяйства, затем зам. председателя Госплана).
С 11 мая 1955 г. председатель колхоза имени Мичурина Харьюского района Эстонской ССР.
В 1966-1969 гг. урожайность в среднем составила (ц/га): зерновые - 40 (260 га), картофель 200-250 ( 107 га). Надой молока в 1968 году (400 коров) - 4560 кг. Прибыль колхоза (1966) - 227 т.р.
Герой Социалистического Труда (01.10.1965). Награждён двумя орденами Ленина, орденом Красного Знамени, орденом Октябрьской Революции, медалями, Золотыми и Серебряными медалями ВСХВ и ВДНХ.